# Эеге, Мигель
Мигель Эеге Нтутуму (исп. Miguel Eyegue Ntutumu; род. 1928, Микомесенг, Испанская Гвинея — 29 сентября 1979, Малабо, Экваториальная Гвинея) — государственный и политический деятель, вице-президент Экваториальной Гвинеи в 1974—1976 годах.

## Биография
Его братом был Анхель Масие Нтутуму, первый министр внутренних дел Франсиско Масиаса Нгемы. В первые годы после обретения Экваториальной Гвинеей независимости он занимал пост президента провинциального совета и гражданского губернатора Рио-Муни. Во время диктатуры Франсиско Масиаса Нгемы он служил в тюрьме, отвечая за казнь многих политических заключённых.
После отстранения Эдмундо Боссио в 1974 году Эеге вступил в должность 2 марта того же года в качестве исполняющего обязанности вице-президента Экваториальной Гвинеи. Он был свергнут, заключён в тюрьму и подвергнут пыткам после того, как был причастен к попытке государственного переворота 1976 года.
После переворота во главе с Теодоро Обиангом Эеге предстали перед судом вместе с Масиасом и другими обвиняемыми за преступления, совершённые во время диктатуры. Он был приговорён к смертной казни и расстрелян 29 сентября 1979 года в возрасте 51 год.